# Bordtennis vid olympiska sommarspelen 1992
Bordtennisturneringen vid de olympiska sommarspelen 1992 avgjordes i  Barcelona. Matcherna spelades i Estació (del) Nord, en tidigare järnvägsstation som byggts om till kombinerad polisstation, bussterminal och idrottsanläggning.

## Medaljersummering
| Medaljfördelning |           |      |        |       |        |
| Placering        | Nation    | Guld | Silver | Brons | Totalt |
| 1                | Kina      | 3    | 2      | 1     | 6      |
| 2                | Sverige   | 1    | 0      | 0     | 1      |
| 3                | Frankrike | 0    | 1      | 0     | 1      |
| 3                | Tyskland  | 0    | 1      | 0     | 1      |
| 5                | Sydkorea  | 0    | 0      | 5     | 5      |
| 6                | Nordkorea | 0    | 0      | 2     | 2      |

## Medaljtabell
| Klass                      | Guld                           | Silver                                    | Brons                                     |
| Singel, herrar Detaljer... | Jan-Ove Waldner · Sverige      | Jean-Philippe Gatien · Frankrike          | Kim Taek-Soo · Sydkorea                   |
| Singel, herrar Detaljer... | Jan-Ove Waldner · Sverige      | Jean-Philippe Gatien · Frankrike          | Ma Wenge · Kina                           |
| Singel, damer Detaljer...  | Deng Yaping · Kina             | Qiao Hong · Kina                          | Li Bun-Hui · Nordkorea                    |
| Singel, damer Detaljer...  | Deng Yaping · Kina             | Qiao Hong · Kina                          | Hyun Jung-Hwa · Sydkorea                  |
| Dubbel, herrar Detaljer... | Kina · Lu Lin · Wang Tao       | Tyskland · Steffen Fetzner · Jörg Roßkopf | Sydkorea · Kang Hee-Chan · Lee Chul-Seung |
| Dubbel, herrar Detaljer... | Kina · Lu Lin · Wang Tao       | Tyskland · Steffen Fetzner · Jörg Roßkopf | Sydkorea · Kim Taek-Soo · Yoo Nam-Kyu     |
| Dubbel, damer Detaljer...  | Kina · Deng Yaping · Qiao Hong | Kina · Chen Zihe · Gao Jun                | Nordkorea · Li Bun-Hui · Yu Sun-Bok       |
| Dubbel, damer Detaljer...  | Kina · Deng Yaping · Qiao Hong | Kina · Chen Zihe · Gao Jun                | Sydkorea · Hyun Jung-Hwa · Hong Cha-Ok    |

Observera att inga matcher om brons spelades detta OS.